# Чизон ди Валмарино
Чизон ди Валмарино је насеље у Италији у округу Тревизо, региону Венето.
Према процени из 2011. у насељу је живело 1178 становника. Насеље се налази на надморској висини од 245 м.

## Становништво
Према резултатима пописа становништва 2011. у општини је живело 2.711 становника.
| 1951. | 1961. | 1971. | 1981. | 1991. | 2001. | 2011. |
| ----- | ----- | ----- | ----- | ----- | ----- | ----- |
| 3.287 | 2.940 | 2.471 | 2.365 | 2.401 | 2.553 | 2.711 |